# Йожеф Молнар
Йожеф Молнар (угор. Molnár József; 21 березня 1821 — 6 березня 1899) — угорський художник.
Молнар народився в Жамбеку і навчався у Венеції, Римі та Мюнхені. Після навчання оселився в Штутгарті, де заробляв портретами. Він повернувся до Угорщини в 1853 році і почав писати пейзажі та історичні картини в Пешті.
Молнар помер у Будапешті.